# Кампинос-А
Кампи́нос-А (пол. Kampinos A) — село в Польше в сельской гмине Кампинос Западно-Варшавского повета Мазовецкого воеводства.
В 1975—1998 годах село входило в состав Варшавского воеводства.